# Spondyliaspis ostreata
Spondyliaspis ostreata är en insektsart som först beskrevs av Walter Wilson Froggatt 1900.  Spondyliaspis ostreata ingår i släktet Spondyliaspis och familjen rundbladloppor. Inga underarter finns listade i Catalogue of Life.